# Ossido di disprosio
L'ossido di disprosio (Dy2O3) è un composto di sesquiossido del disprosio, un elemento delle terre rare. È una polvere di colore pastello giallo-verdastra, leggermente igroscopica che ha usi specializzati in ceramica, vetro, fosfori, laser, come rotatore di Faraday e lampade ad alogenuri metallici di disprosio.

## Storia
Nel 1878 furono scoperti minerali di erbio che contenevano anche ossido di olmio (Ho2O3) e ossido di tulio (Tm2O3). Il chimico francese Paul Émile Lecoq de Boisbaudran riuscì a isolare l'ossido di disprosio mentre lavorava con l'ossido di olmio a Parigi nel 1886 e così scoprì l'elemento disprosio.

## Proprietà
L'ossido di disprosio è una polvere bianca o giallo verdina, leggermente igroscopica, insolubile in acqua e fortemente magnetica. Reagisce con gli acidi per formare cationi, che a loro volta sono debolmente acidi nell'acqua.
Possiede una struttura cristallina cubica, con simbolo di Pearson cI80 e gruppo spaziale Ia3 (gruppo n°206).

## Preparazione e reazioni
L'ossido di disprosio può essere ottenuto bruciando il disprosio nell'aria:.
{\displaystyle {\ce {4 Dy \ + \ 3 O2 -> 2 Dy2O3}}}
Può reagire con gli acidi per produrre i corrispondenti sali di disprosio:
{\displaystyle {\ce {Dy2O3 \ + \ 6 HCl -> 2 DyCl3 \ + \ 3 H2O}}}

## Usi
L'ossido di disprosio è utilizzato per scopi speciali in vetro, fosfori, laser e lampade ad alogenuri metallici. Continua ad essere utilizzato nei cermet per le barre di controllo dei reattori nucleari. Come drogante per condensatori al titanato di bario (BaTiO3), viene utilizzato per condensatori piccoli e ad alta capacità. Per le sue proprietà magnetiche, è interessante per motori e generatori.